# Julius Eduard Hitzig
Julius Eduard Hitzig (Berlino, 26 marzo 1780 – Berlino, 26 novembre 1849) è stato uno scrittore tedesco.

## Biografia
Nacque in una ricca famiglia ebraica; tra il 1799 e il 1806 fu un servo civile prussiano, e consigliere criminale presso la Corte Suprema di Berlino nel 1815 e direttore nel 1825. Nel 1808 fondò una casa editrice e successivamente una libreria.
Hitzig fu coinvolto nella vita letteraria berlinese del suo periodo, in particolare, con l'autrice Rahel Varnhagen. Fu anche amico di E.T.A. Hoffmann, August von Kotzebue, Adelbert von Chamisso, Friedrich de la Motte Fouqué e Willibald Alexis.